# Comuna Telești, Gorj
Telești este o comună în județul Gorj, Oltenia, România, formată din satele Buduhala, Șomănești și Telești (reședința).

## Date generale
Actuala alcătuire administrativ-teritorială a comunei Telești este rezultatul unor măsuri administrative luate după anul 1950, a creșterii continue a numărului de locuitori și a dezvoltării economice. 

## Istoric
Izvoarele istorice atestă că încă din paleoliticul mijlociu, purtătorii culturii musteriene și-au găsit adăpost pe locurile gorjene. Așezările de la Telești stau mărturie locuirii județului Gorj în epoca neolitică și cea a bronzului.
Satul Telești s-a format prin unirea satelor Telești-Birnici și Telești-Mosneni.
Satul Telesti figurează intr-un document din 25 iulie 1483 de la Voda Călugăru prin care întărea stăpânirea lui Manea și a altora.
Pe 13 iulie 1542, domnitorul Radu Paisie îi confirma lui Dan Ceacai cu fiii săi și surorii sale Stanca stăpânirea peste părțile de moșie din Fărcășești și Telești.
Telești este menționat în multe documente din sec. XVII-XVIII, în unele se vorbește de Teleștii de Sus și Teleștii de Jos.
Satul Șomănești este menționat într-un act din 13 februarie 1599 referitor la Mănăstirea Tismana, printre martori se afla și Drăghici Postelnicu din Șomănești.
Satul Buduhala este menționat în Cartografia Obșteasca a Țării Românești (din 1931[??]), ca fiind pe moșia lui Scarlat Caribatache, Ioniță Bălăcescu și Dincă Bălăcescu, la această dată avea 52 familii.
Până în anul 1864, împărțirea administrativ-teritorială a țării era pe județe și sate. Potrivit legii comunale din 1864 s-au creat comunele care cuprindeau satele și cătunele.
Înainte de 1950, pe teritoriul actualei comune, au existat comuna Telești, formată din satele Telești și Telești-Moșneni și comuna Șomănești formata din satul Șomănești cu cătunele Valea Șerpilor și Cremenea, satele Telești-Birnici și Buduhala cu cătunul Rudărie.
În 1956, comunele Telești și Șomănești au fost unite, formând comuna Telești care a primit jumătatea de nord a satului Virt de la fosta comună Bălăcești.

## Geografie
În prezent, comuna Telești este formată din 3 sate: Telești, Șomănești și Budahala și are 2473 locuitori. Teritoriul administrativ se întinde pe o suprafață de 4474 ha și este situat în partea central-vestică a județului Gorj. Are ca vecinătăți:
- la nord, comuna Peștișani;
- la est, comuna Bălești;
- la vest, comunele Godinești și Cilnic;
- la sud, orașul Rovinari.

Comuna Telești este străbătută de râul Bistrița, de-a lungul căreia se desfășoară o luncă fertilă, pe stânga, și o serie de terase pe dreapta.
Pe teritoriul comunei se află dealurile Sporești, Somănești și Brădiceni.
Ca relief, teritoriul comunei Telești se găsește într-o depresiune colinară cu dealuri de mică înălțime, care fac parte din ulucul depresionar intracolinar Cilnic-Ceauru-Tg. Jiu.
Satele comunei așezate pe terasele Bistriței sunt sate de tip linear, cu excepția satului Telești, care are un sistem de două străzi paralele. Așezarea satelor pe terase, într-o depresiune adăpostită, a asigurat condiții bune dezvoltării localităților din comună.
Valea Bistriței constituie un larg culoar depresionar, ce face legătura între ulucul depresionar intracolinar și cel subcarpatic. Extensiunea teraselor și lărgimea mare a albiei individualizează această vale ca o subunitate aparte.
Terasele Bistriței, desfășurate în special pe dreapta se situează la altitudini diserite ce variază ca urmare a deformărilor tectonice pe care le-au suferit.
Astfel, pe teritoriul comunei Telești, relieful coboară în trepte, de la nord spre sud, deschizându-se ca un evantai până la lunca Șomăneștilor unde, la nordul satului se înalță dealul Șomăneștilor, cu creste destul de proeminente.
Valea Icazna constituie limita sudică a depresiunii Telești, de aici panta urcând lin spre Dealul Mare ce constituie interfluviul între Tismana și Bistrița, măsurând 2.5 km de la nord la sud și 3 km de la est la vest, având o altitudine absolută de 260 m.
Versanții sudici ai dealurilor Sporești și Brădiceni (375 m) sunt mai domoli, fiind terasați pe mari suprafețe și având pante mai mici.
În partea de est depresiunea se continuă cu zona Ceauru. Satul Telești așezat pe terasele din dreapta văii Bistrița, cu o înclinare generală nord-sud, a Bistriței, care se află la cota inferioară față de sat cu cca. 15 m.
Satul Șomănești, așezat în zona de contact a luncii cu dealul Șomănești, este un sat linear cu condiții de dezvoltare, deoarece nici dealul care se ridică în partea sudică și nici cursul de apă, în prezent regularizat, nu au ridicat obstacole cu privire la dezvoltarea vetrei satului. Între Telești și Șomănești, pârâul Bistrița își desfășoară o luncă largă pe care meandrează câteva văi cu curs temporar, cunoscută sub numele de Lunca Șomănești.
Satul Buduhala situat pe valea Bistriței, în lunca joasă a acesteia, cunoscută sub numele de Lunca Buduhala, este străbătută de valea Vineata Pădurii, care confluează la sudul satului cu valea Vineata Satului.
Cele două văi au un curs temporar ce meandrează în lunca Buduhalei și produc mlaștini la viiturile mari (cu o afectare superficială a vetrei satului în partea sa nordică).
Din punct de vedere geologic, zona aparține formațiunilor pliocene și cuaternare. În aceste formațiuni se găsesc cantonate zăcăminte de lignit, însă pe teritoriul comunei sunt în cantități mici și neexploatate, dar apar puternic în zonele limitrofe ale comunei.
În ceea ce privește populația, comuna Telești  este formată din aproximativ 1264 gospodării, și are 2847 locuitori cu domiciliul stabil și un număr destul de mare de locuitori, ce nu au domiciliul stabil in comuna Telești și nici viză de ședere. Evoluția populației ca și numar este redată de tabelul următor, ce cuprinde datele colectate și centralizate la recensămintele din 1977, 1992, 1995, 2002.

## Demografie
Componența etnică a comunei Telești
     Români (94,85%)
     Alte etnii (0,2%)
     Necunoscută (4,96%)
Componența confesională a comunei Telești
     Ortodocși (93,73%)
     Alte religii (1,12%)
     Necunoscută (5,15%)
Conform recensământului efectuat în 2021, populația comunei Telești se ridică la 3.047 de locuitori, în creștere față de recensământul anterior din 2011, când fuseseră înregistrați 2.473 de locuitori. Majoritatea locuitorilor sunt români (94,85%), iar pentru 4,96% nu se cunoaște apartenența etnică. Din punct de vedere confesional, majoritatea locuitorilor sunt ortodocși (93,73%), iar pentru 5,15% nu se cunoaște apartenența confesională.

## Politică și administrație
Comuna Telești este administrată de un primar și un consiliu local compus din 11 consilieri. Primarul, Romulus Bîldea[*], de la Partidul Social Democrat, este în funcție din octombrie 2020. Începând cu alegerile locale din 2024, consiliul local are următoarea componență pe partide politice:
|  | Partid                          | Consilieri | Componența Consiliului | Componența Consiliului | Componența Consiliului | Componența Consiliului | Componența Consiliului | Componența Consiliului | Componența Consiliului |
|  | ------------------------------- | ---------- | ---------------------- | ---------------------- | ---------------------- | ---------------------- | ---------------------- | ---------------------- | ---------------------- |
|  | Partidul Social Democrat        | 7          |                        |                        |                        |                        |                        |                        |                        |
|  | Alianța pentru Unirea Românilor | 1          |                        |                        |                        |                        |                        |                        |                        |
|  | Uniunea Salvați România         | 1          |                        |                        |                        |                        |                        |                        |                        |
|  | Partidul Național Liberal       | 1          |                        |                        |                        |                        |                        |                        |                        |
|  | Partidul PRO România            | 1          |                        |                        |                        |                        |                        |                        |                        |

## Economie
Ocupația principală a populației este creșterea animalelor (bovine, porcine, ovine, păsări etc.), pomicultura și cultura cerealelor (grâu, porumb, cartofi, legume etc.).
Transportul se realizează pe căi rutiere. Nu are legătură cu calea ferată.

## Vezi și
- Biserica Sfântul Nicolae din Telești